# Salessje (historische Landschaft)

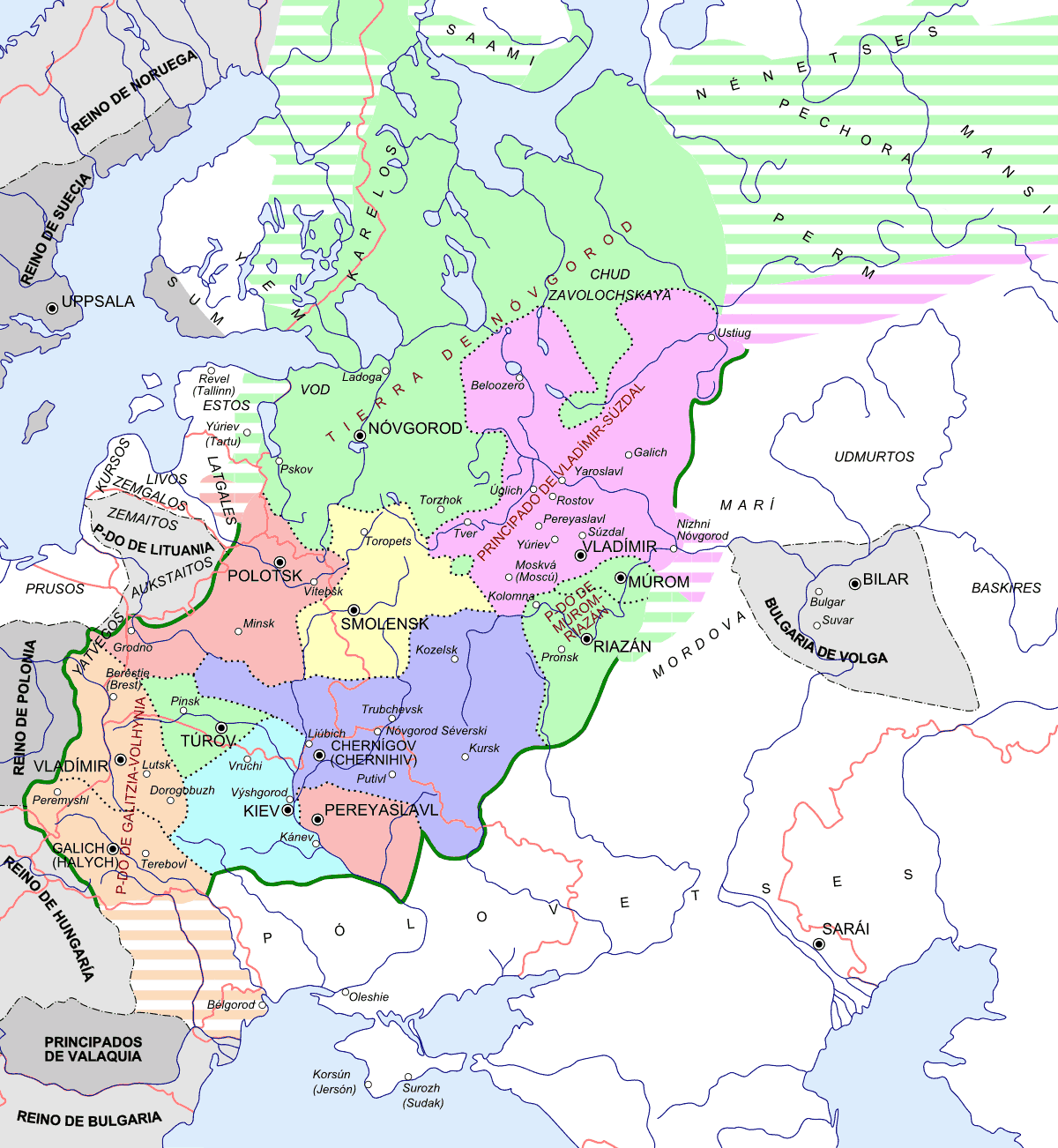
Die Kiewer Rus und ihre Teilfürstentümer um 1237

Salessje (russisch Залесье, wörtlich Land hinter den Wäldern) war in der Zeit der Kiewer Rus und einige Zeit danach die Bezeichnung für die Gebiete im Nordosten des Reiches, vor allem zwischen der Wolga und der Oka. Politisch umfassten sie das Großfürstentum Wladimir-Susdal (anfangs Rostow-Susdal genannt) mit seinen Teilfürstentümern Twer, Moskau, Jaroslawl, Nischni Nowgorod-Susdal sowie im weitesten Sinne die Republiken Nowgorod und Pskow, die formal den Großfürsten von Wladimir unterstanden.
Im Gegensatz zu den vergleichsweise dichtbesiedelten Gebieten am mittleren Dnepr, wo die Hauptstadt Kiew lag, war Salessje (abgesehen von Nowgorod) zunächst eine relativ unerschlossene und wenig besiedelte Region, auch wenn sie einige der ältesten russischen Städte wie Rostow, Murom und Susdal beherbergte. Aus der Sicht Kiews, wo der Begriff geprägt wurde, lag Salessje jenseits der Brjansker Wälder, einem ausgedehnten und nur schwer zu passierenden Waldgebiet rund um Brjansk. Lange Zeit konnte die Kommunikation und der Handel mit Salessje nur über die Wasserstraßen erfolgen, mit aufwändigen Portagen im Waldai-Gebiet, wo der Dnepr und die Wolga ihre Quellen haben. Erst unter dem Großfürsten Wladimir Monomach, der zwischen 1113 und 1125 in Kiew regierte, wurde eine direkte Straße von Kiew nach Salessje verlegt.

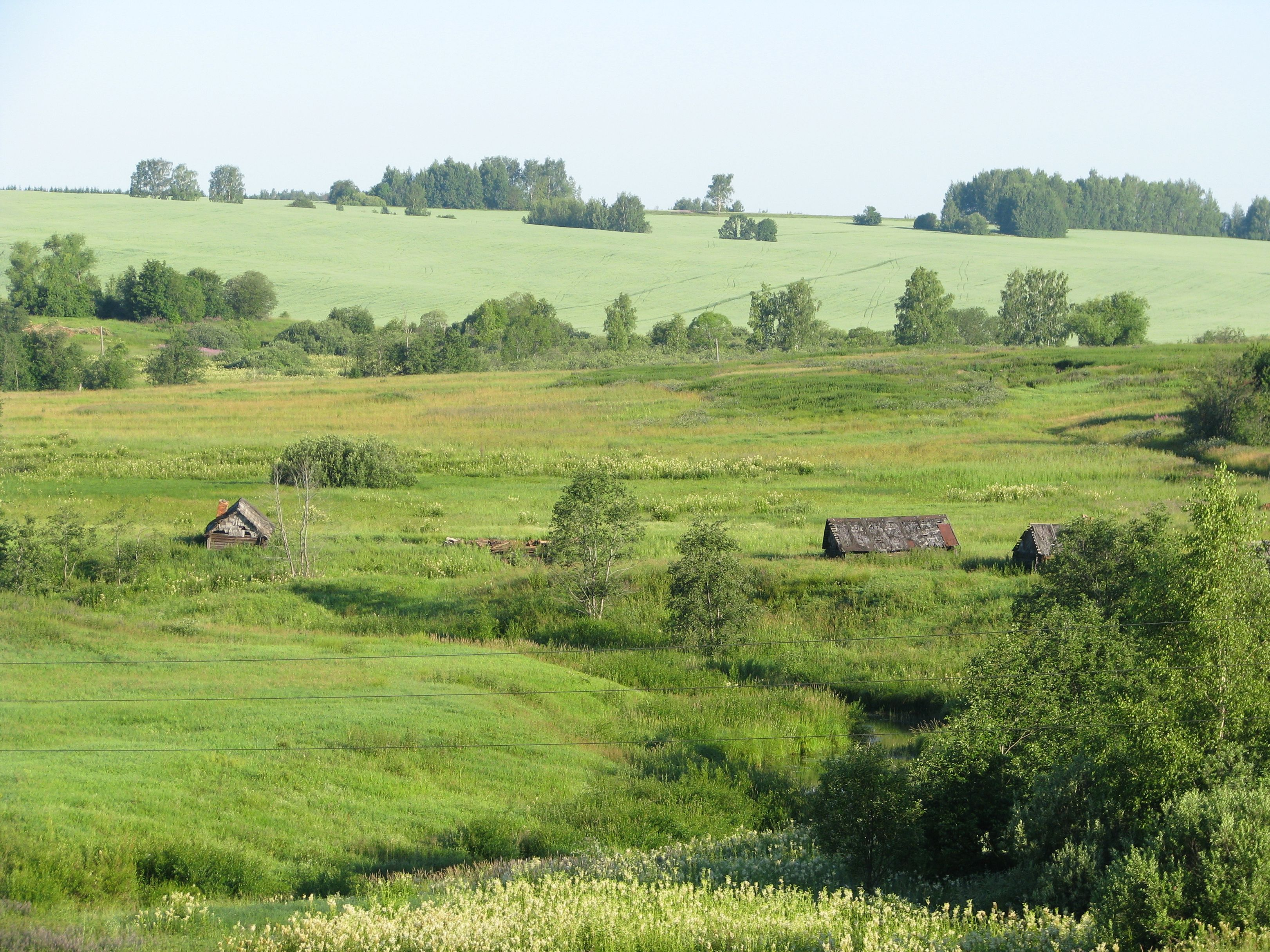
Offene Landschaften wie Opolje in der Oblast Wladimir

Um die Jahrtausendwende war Salessje noch vor allem von finno-ugrischen Stämmen besiedelt, zu denen Merja, Muroma, Meschtschora und andere zählten. Parallel fand jedoch eine kontinuierliche slawische Ostsiedlung statt, die mehrere Wellen umfasste. Zunächst wurde das Gebiet von den Ilmenslawen (im Norden), den Kriwitschen (im Zentrum) und den Wjatitschen (im Süden) kolonisiert. Im Gegensatz zu den finno-ugrischen Jägern und Sammlern hatten die Slawen eine höher entwickelte landwirtschaftliche Kultur und bildeten in Salessje bald die Bevölkerungsmehrheit. Spätere slawische Besiedlungswellen, vor allem ab dem 12. Jahrhundert, hatten einen von den Feudalherrschern organisierten Hintergrund und stützten sich auf fürstliche Burgen und die Druschina. Vor allem die Fürsten Juri Dolgoruki und sein Sohn Andrei Bogoljubski versuchten, ihre Herrschaftsgebiete im Nordosten als ein Gegengewicht zu Kiew zu etablieren, und förderten die Migration südrussischer Handwerker und Bauern nach Salessje. Unter ihnen wurden zahlreiche neue Städte gegründet, darunter auch Moskau und viele weitere Städte Zentralrusslands. Viele Neugründungen wiederholten südrussische Toponyme, so bezog sich beispielsweise Pereslawl-Salesski auf das südwestrussische Perejaslawl. Auch zahlreiche Hydronyme doppeln heute südwestrussische (ukrainische) Namen.
Schon vor der mongolischen Invasion der Rus 1237–1241 wurde Salessje zu einer belebten und einflussreichen Region. Die mittelalterliche Klimaanomalie machte die Landwirtschaft in Salessje zu einem einträglichen Geschäft. Das waldfreie Gebiet Opolje in der heutigen Oblast Wladimir war in der damaligen Zeit noch größer und bildete den wirtschaftlichen und politischen Kern von Wladimir-Susdal. Eine lukrative Einkommensquelle bot die Pelzjagd. Während die einfache Bevölkerung der südwestlichen Rus unter häufigen Feudalkriegen, den Überfällen der Polowzer und einer rechtlichen Diskriminierung litt, hatte sie im Nordosten Aussichten auf mehr Sicherheit, Freiheit und Prosperität. Der politische Aufstieg von Wladimir-Susdal kam schnell. Im Jahre 1169 eroberte Andrei Bogoljubski Kiew, riss die Großfürstenwürde an sich und löste sie erstmals vom Standort Kiew. Das politische Gewicht innerhalb der Kiewer Rus verlagerte sich immer mehr nach Wladimir-Susdal in Salessje. Auch nach der Mongoleninvasion konnte sich Salessje schneller als der Südwesten erholen und zog weitere Siedler an. Die Mongolen erkannten die Großfürsten von Wladimir als die „ältesten“ russischen Fürsten an. Diese regierten das fast zerstörte Kiew aus der Ferne mit Hilfe von Statthaltern. 1299 verlegte der Kiewer Metropolit Maximos seine Residenz nach Wladimir, womit neben der weltlichen auch die kirchliche Machtübertragung nach Nordosten vollzogen war. Der einst unerschlossene nordöstliche Teil der Rus wurde zu ihrem führenden Teil, in dem am Ende des 15. Jahrhunderts nach der Überwindung der feudalen Zersplitterung und der Herrschaft der Goldenen Horde ein zentralisiertes Russisches Reich mit der Hauptstadt Moskau entstand. Zu dieser Zeit war die Bezeichnung Salessje bereits ungebräuchlich.